# Tillandsia landbeckii
Tillandsia landbeckii es una especie de planta epífita dentro del género  Tillandsia, perteneciente a la  familia de las bromeliáceas. 

## Distribución geográfica
Se encuentra en Perú y Chile, es común en sus franjas costeras, donde forma extensos campos en arena. Se encuentra generalmente a altitudes entre 600 y 1200 m s. n. m. donde está expuesta a la influencia de la neblina costera, la camanchaca. Subsiste en zonas con menos de 2 mm de precipitaciones anuales. Alcanza 40 cm de altura.

## Taxonomía
Tillandsia landbeckii fue descrita por Rodolfo Amando Philippi y publicado en Linnaea 33: 248. 1864
Etimología
Tillandsia: nombre genérico que fue nombrado por Carlos Linneo en 1738 en honor al médico y botánico finlandés Dr. Elias Tillandz (originalmente Tillander) (1640-1693).
landbeckii: epíteto
Sinonimia
- Tillandsia landbeckii subsp. landbeckii	[3][4]